# محمد هارونا
محمد هارونا (بالإنجليزية: Mohammed Haruna)‏ هو لاعب كرة قدم غاني، ولد في 7 يوليو 1988 في أكرا في غانا. لعب مع نادي هارتس أوف أوك.